# Hexaphosphorhexachlorid
Hexaphosphorhexachlorid ist eine instabile chemische Verbindung des Phosphors aus der Gruppe der Chloride.

## Gewinnung und Darstellung
Hexaphosphorhexachlorid kann durch partielle Dehalogenierung von Phosphortrichlorid mit Magnesium, Lithiumhydrid oder Lithiumaluminiumhydrid in polaren Lösungsmitteln wie Tetrahydrofuran dargestellt werden. Bei Temperaturen zwischen −78 °C und +66 °C entsteht dabei ein orange bis rotbraun gefärbter Niederschlag und eine gelbe Lösung. Mit den beiden letzten Reagenzien entsteht außerdem Monophosphan. Die gelbe Lösung enthält das Hexaphosphorhexachlorid.

## Eigenschaften
Hexaphosphorhexachlorid ist nur bei tiefer Temperatur in verdünnter Lösung beständig (z. B. bei −60 °C in Tetrahydrofuran). Es wird charakterisiert durch 31P-NMR-Spektroskopie und durch Massenspektrometrie. Die Verbindung weist einen P6-Ring in der Sesselkonformation auf.
Hexaphosphorhexachlorid reagiert mit Lithiumphenyl (LiPh) glatt zu der ringförmigen Phenylverbindung P6Ph6, das sich in P5Ph5 umlagert. Die Hydrolyse von Hexaphosphorhexachlorid  führt vollständig zu Monophosphan und Phosphorsäure.
{\displaystyle {\ce {P6Cl6 + 12 H2O -> 2 PH3 + 4 H3PO3 + 6 HCl}}}